# Patzkó Ferenc Ágoston
Patzkó Ferenc Ágoston (névváltozat: Paczkó) (Olmütz, 1732. augusztus 29. – Pozsony, 1799. január 22.) pozsonyi nyomdász, nyomdatulajdonos és lapkiadó.

## Életútja
Az olmützi származású nyomdász 1770-ben nyitott nyomdát Pozsonyban. Az ő költségén, nyomdájában és kiadásában jelent meg az első magyar nyelvű hírlap, a Magyar Hírmondó 1780. január 1-jén Pozsonyban, mely 1788. október 8-án a 87. számmal megszűnt. Társlapja volt 1787-88-ban a Magyar Musa szépirodalmi hetilap.
Amikor Szacsvay Sándor 1786-ban megvált a Magyar Hírmondó szerkesztésétől, hogy új lapot indítson, Paczkó azért tiltakozott, mert ő Mária Terézia királynőtől tíz évre szóló privilégiumot kapott magyar nyelvű újság kiadására. Szacsvay viszont arra hivatkozott, hogy II. József új rendelkezései megsemmisítették az addigi sajtókiváltságokat.
Paczkó Ferenc Pesten is sajtót vásárolt (az Eitzenberger Ferenc Antal által 1756-ban nyitott első pesti nyomdát), és az ő kiadásában indult meg az első magyar nyelvű fővárosi hírlap is: a pesti Magyar Merkurius (1788–1789). A város polgársága azonban ekkor még alig tudott magyarul, és a lap hamarosan megbukott.

## Munkái
- Cels. ac Rev. S. R. I. principi Dno Josepho e comitibus de Batthyán, ecclesiae metrop. Strigoniensis archiepiscopo primati regni Hungariae etc. dum archiepiscopali dignitate ornaretur, devota mente vovere volebat, anno, quo Istro-Grano noVo, seDes saCra praesULE gaVDet, In patrIo qVIres DIrIget orbe saCras. (Posonii 1776.)
- Specimen characterum seu typorum latinorum, quibus typographia Francisci August. Patzko typographi Posoniensis ornata est. (Uo.), 1777.
- Catalogus librorum, qui apud... typographum Posoniensem addito pretio venales prostant. 1787. (Hely n.)
- Ugyanaz. Posonii, 1789.
- Ugyanaz. Uo. 1795.